# Liabellum
Liabellum é um género botânico pertencente à família Asteraceae.
A autoridade científica do género é Rydb., tendo sido publicado em North American Flora 34(4): 294. 1927.

## Espécies
Segundo a base de dados The Plant List o género tem 3 espécies descritas, das quais apenas 1 é aceite:
- Liabellum hintoniorum (B.L.Turner) H.Rob.